# Індіра Ганді

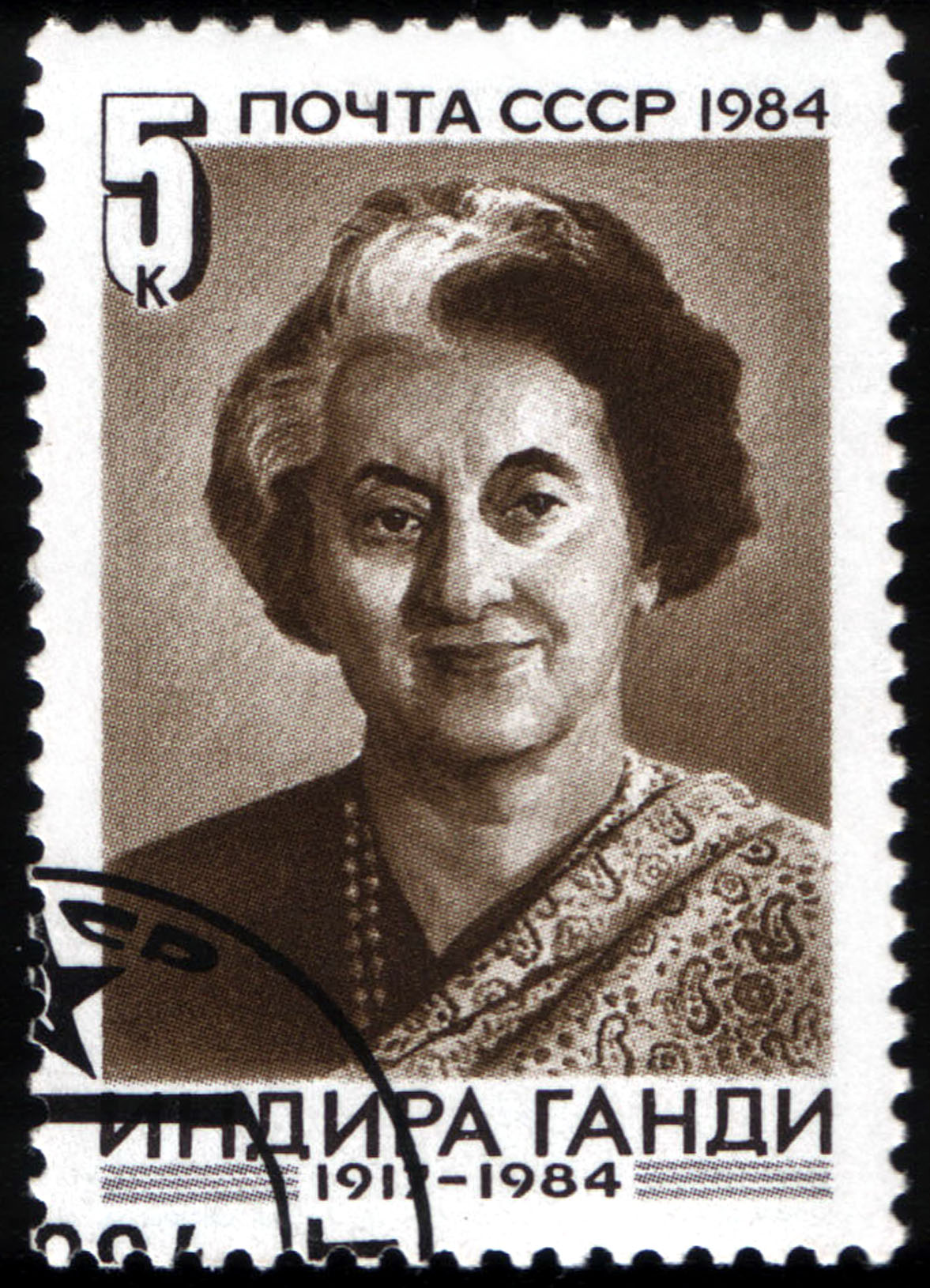
Поштова марка СРСР присвячена І. Ганді, 1984, (Каталог ЦФА 5588, Скотт 5325)

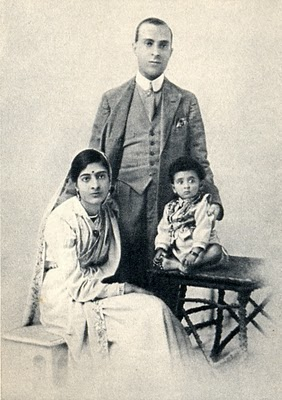
Джавахарлал Неру, Камала та їх донька Індіра, 1918

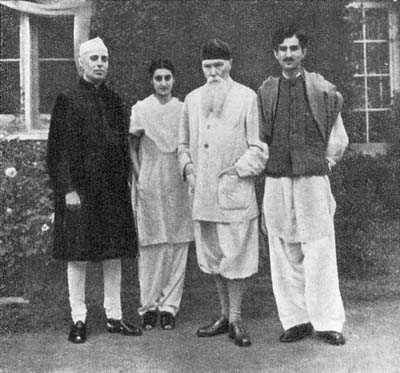
Джавахарлал Неру з донькою Індірою Ганді, Микола Реріх, М. Юнус (Маєток Реріхів, Кулу)

Інді́ра Га́нді (гінді इन्दिरा प्रियदर्शिनी गान्धी, англ. Indira Priyadarshini Gandhi; 19 листопада 1917, Аллахабад, Уттар-Прадеш, Британська Індія — 31 жовтня 1984, Нью-Делі, Індія) — одна з найвідоміших політикинь XX століття, прем'єр-міністерка Індії (1966–1977, 1980–1984). Проводила активну внутрішню й зовнішню політику, що сприяла укріпленню державного суверенітету Індії та зростанню її впливу на події у світі.
Будучи прем'єр-міністром, Ганді була відома своєю безкомпромісною політичною позицією та централізацією влади у виконавчій гілці. У 1967 році вона очолила військовий конфлікт з Китаєм, в ході якого Індія відбила китайське вторгнення в Гімалаї. У 1971 році вона вступила у війну з Пакистаном на підтримку руху за незалежність і війну за незалежність у Східному Пакистані, яка завершилася перемогою Індії та здобуттям незалежності Бангладеш, а також посилення впливу Індії до такого рівня, що вона стала єдиною регіональною державою в Південній Азії. Вона відіграла вирішальну роль в ініціюванні першого успішного випробування ядерної зброї в 1974 році. Під час її правління Індія зблизилася з Радянським Союзом, підписавши договір про дружбу в 1971 році, а також отримала військову, фінансову та дипломатичну підтримку від Радянського Союзу під час конфлікту з Пакистаном у тому ж році. Хоча Індія була в авангарді руху неприєднання, Ганді зробила її одним із найближчих союзників Радянського Союзу в Азії, кожен з яких часто підтримував іншого в маріонеткових війнах та в Організації Об'єднаних Націй. У відповідь на сепаратистські тенденції та заклики до революції вона запровадила надзвичайний стан з 1975 по 1977 року, під час якого правила декретами, а основні громадянські свободи були припинені. Понад 100 тис. політичних опонентів, журналістів та інакомислячих було ув'язнено. Протягом свого четвертого прем'єрства вона стикалася зі зростаючим рухом сикхського сепаратизму; у відповідь вона наказала провести операцію «Блакитна зірка», в ході якої були проведені військові дії в Золотому храмі, в результаті яких загинули сотні сикхів. 31 жовтня 1984 року вона була вбита двома своїми охоронцями, обидва з яких були сикхськими націоналістами, що прагнули відплати за події в храмі.
Ганді згадують як найвпливовішу жінку у світі під час її перебування на посаді. Її прихильники відзначають її лідерство під час перемог над геополітичними суперниками Китаєм і Пакистаном, Зеленої революції, зростання економіки на початку 1980-х років, а також її кампанію боротьби з бідністю, завдяки якій її стали називати «Мати Індіра» (каламбур на тему Мати Індія) серед бідних і сільських верств населення країни. Критики відзначають її культ особистості та авторитарне правління Індією під час надзвичайного стану. У 1999 році вона була названа «Жінкою тисячоліття» в онлайн-опитуванні, організованому BBC. У 2020 році журнал Time назвав її серед 100 жінок, які визначили минуле століття, як аналог попередніх виборів журналу Людина року.

## Біографія

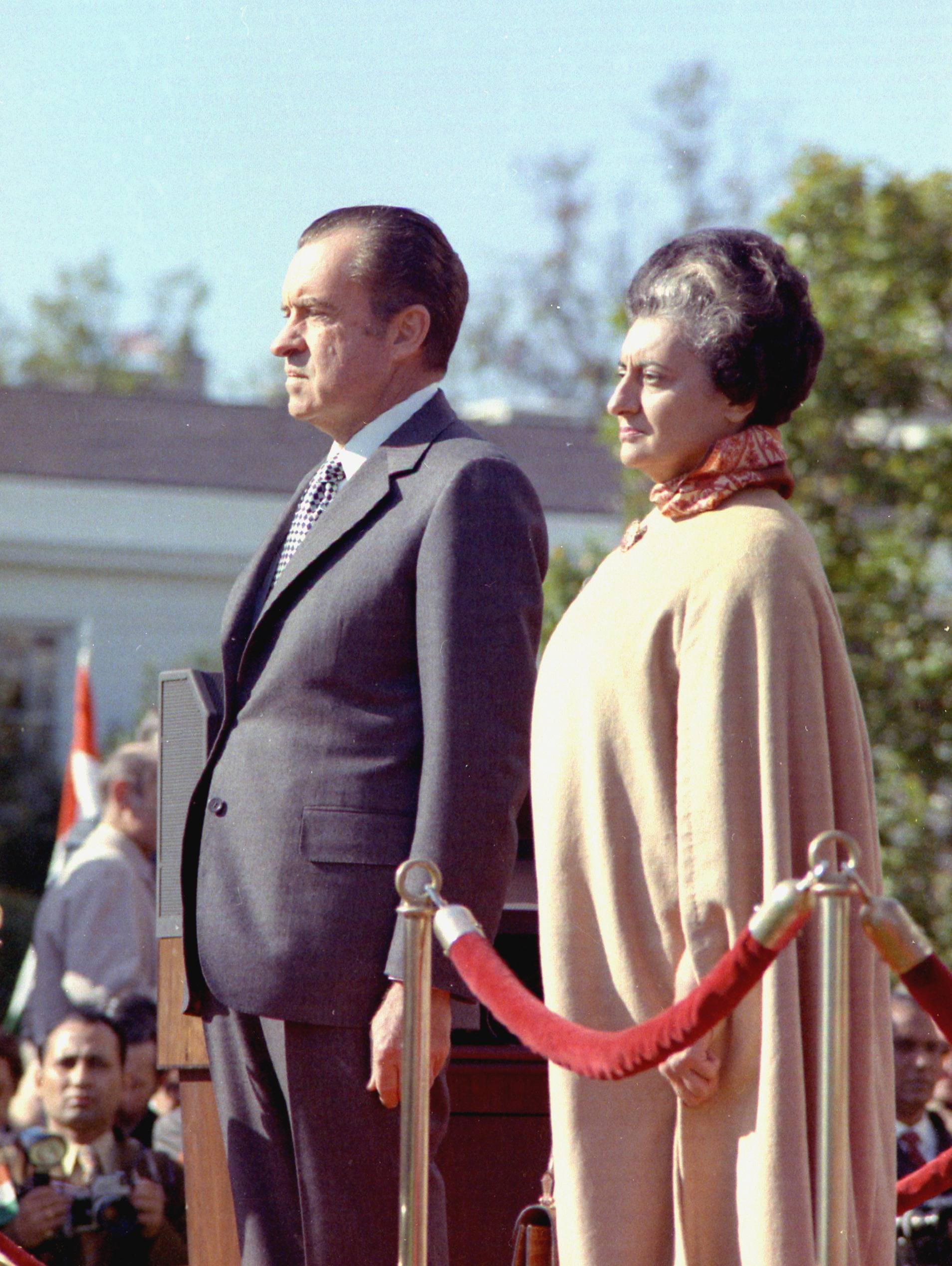
Індіра Ганді та Річард Ніксон, 1971

Народилася 19 листопада 1917 року в Аллахабаді. Дочка Джавахарлала Неру, була єдиною дитиною (молодший брат помер маленьким). Батьки та інші родичі Індіри брали активну участь у політичній боротьбі за незалежність Індії, за що зазнавали переслідувань від колоніальної влади. Індіра з раннього віку теж долучилася до цього руху.
Здобувала освіту від домашніх репетиторів, а також у різних навчальних та виховальних закладах Індії. У 1934—1936 роках відвідувала, зокрема, народний університет в Шантіникетані (Бенгалія), заснований Рабіндранатом Тагором. Саме Тагор, спілкуючись з Індірою, назвав її «Пріядаршіні» (на санскриті означає «доброзичлива»), і це слово вживають як одне з її імен.
Після смерті матері (1936) Індіра деякий час перебувала у Європі. У 1937 році вступила до Сомервільского коледжу — жіночого підрозділу Оксфордського університету. Негаразди зі здоров'ям змушували її час від часу виїжджати на лікування до Швейцарії. Коли Індірі виповнився 21 рік, вона вступила в партію Індійський національний конгрес (ІНК).
Під час Другої світової війни та нацистської експансії мусила складними шляхами діставатися зі Швейцарії через Португалію до Англії, звідти через Південну Африку — до Індії, куди повернулася у 1941 році. У Кейптауні отримала змогу звернутися з політичною промовою до місцевої індійської общини.
1942 року Індіра одружилася з публіцистом і політиком Ферозом Ганді, взявши його прізвище. У шлюбі народила двох синів: у 1944 році — Раджив, у 1946 році — Санджай.

### Політична кар'єра
Джавахарлал Неру після проголошення незалежності Індії (1947) став прем'єр-міністром та міністром закордонних справ країни. Індіра Ганді виконувала функції його особистої секретарки, відповідала за прийом іноземних делегацій. Супроводжувала батька у його численних поїздках, побувавши, зокрема, у Бірмі, Єгипті, Індонезії, Малайзії, Німеччини, Сінгапурі, СРСР, США, Угорщині, Франції, Чехословаччині. Брала участь у конференції в Бандунзі.
Виступала на захист прав жінок, закликала до зростання їх громадської активності. Сприяла створенню жіночої секції ІНК, як голова цієї структури у 1955 році увійшла до Робочого комітету та Центральної виборчої комісії ІНК. У 1959—1960 роках — голова ІНК.
1964 року, після смерті батька, обійняла посаду міністра інформації та радіомовлення в уряді Шастрі. У липні 1964 року стала членом Національної ради оборони.
З кончиною Шастрі Індіра Ганді 19 січня 1966 року була обрана лідером парламентської фракції правлячої партії ІНК і внаслідок цього очолила уряд Індії. 1967 року, крім поста прем'єр-міністра, отримала посади міністра атомної енергії, голови Планової комісії, міністра закордонних справ.
У своїх заявах як глава уряду пані Ганді неодноразово підкреслювала необхідність збереження основних принципів політики Джавахарлала Неру, а саме — неучасті Індії у військових блоках підтримки миру та міжнародної співпраці, подальшого розвитку та зміцнення дружніх радянсько-індійських відносин, здійснення планового розвитку національних основ економіки. Виступала із засудженням агресії США у В'єтнамі. Разом з тим, сприяла національній ядерній програмі, у 1974 році дала дозвіл на перше випробування ядерної зброї в Індії.
У 1969—1970 роках, всупереч опору сил реакції, провела націоналізацію 14 найбільших банків. Консервативні лідери Конгресу спробували виключити Ганді з партії. Партія розкололася на правлячий Конгрес (П) і опозиційний Конгрес (О). Втративши більшість в парламенті, Ганді призначила вибори на рік раніше терміну, і в березні 1971 року прихильники Ганді отримали перемогу, отримавши більше двох третин голосів. Індіра Ганді знов отримала пост прем'єр-міністра а також зайняла пости міністра внутрішніх справ, міністра атомної енергії і міністра інформації і радіомовлення.
З погіршенням економічної ситуації та зростанням внутрішньої напруженості знизилася і популярність Ганді. У 1975 звинувачена судом за порушення в 1971 році закону про вибори. У відповідь Ганді ввела надзвичайний стан і внесла зміни в конституцію, які дозволяли їй зосередити владу в своїх руках. Широка незадоволеність населення надзвичайним станом і настирним прагненням уряду провести в життя програму планування сім'ї (у тому числі примусову стерилізацію) призвела до поразки Ганді на виборах 1977 року. У січні 1978 року Ганді ініціювала ще один розкол в Конгресі. Конгрес-І (за «Індіру») досяг успіху на виборах до місцевих законодавчих органів, а в листопаді Ганді була вибрана до парламенту. У січні 1980 року, після того, як уряд партії Джаната потерпів крах, Ганді знову зайняла пост прем'єр-міністра.
Незабаром після повернення до влади Ганді понесла важку особисту втрату — в авіакатастрофі загинув її молодший син і головний політичний радник Санджай. Після смерті Санджая Індіра Ганді переконала старшого сина Раджіва зайнятися політикою.
Виконання обов'язків прем'єр-міністра Індії ніколи не було легким. Величезний субконтинент з численним населенням ряснів не тільки унікальними пам'ятками стародавньої культури, але і найгострішими проблемами: надзвичайною бідністю, хворобами, корупцією, етнічними і релігійними конфліктами.

### Відвідання України
Упродовж 1955—1982 років Індіра Ганді 9 разів відвідувала СРСР. Під час першого приїзду разом з Джавахарлалом Неру вона побувала у кількох радянських містах, зокрема, у Ялті. Місцями її останнього візіту у вересні 1982 року стали Москва, Таллінн та Київ.
24 вересня 1982 року Індіра Ганді прибула до Бориспільського аеропорту. Серед тих, хто її супроподжував, був і член парламенту Раджив Ганді. Прем'єр-міністра Індії зустрічали Володимир Щербицький, Олександр Ляшко та інші офіційні особи.

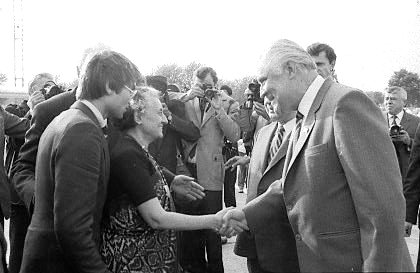
Перший секретар ЦК КПУ Володимир Щербицький зустрічає Індіру Ганді у Києві, 1982.

В ході триденного перебування у Києві Індіра Ганді зустрічалася з керівництвом Української РСР, побувала на виставі ансамблю класичного балету в Палаці «Україна», здійснила поїздку по визначних місцях, поклала вінок на могилу Невідомого солдата у парку Вічної Слави. Вона відвідала Київський університет ім. Тараса Шевченка, вчена рада якого присвоїла їй звання «Почесний доктор» (відповідний диплом і відзнаку вручив ректор університету Михайло Білий). У Київській міській раді голова міськвиконкому Валентин Згурський вручив Індірі Ганді диплом і медаль «Почесний громадянин м. Києва» та медаль «У пам'ять 1500-річчя Києва».
На урочистому обіді в Маріїнському палаці Індіра Ганді у своєму виступі, зокрема, сказала:
|  | «Я сповнена гордості тим, що зв'язана з вашим древнім і найсучаснішим містом, яке з такою любов'ю дбає про минуле і водночас спрямоване в майбутнє». |

26 вересня висока індійська делегація відбула на батьківщину.

### Обставини замаху та смерть
Важкою проблемою, що стояла перед Індірою Ганді, були сепаратистські настрої серед сикхів, які населяють штат Пенджаб. Прем'єр-міністра неодноразово інформували, що сикхські екстремісти, вимагаючи відокремлення цього штату від країни, накопичують зброю і боєприпаси в «Золотому храмі» міста Амрітсар. Це було небезпечно не тільки тому, що зброя призначалася для насильницьких дій, але й тому, що вона паплюжила національну святиню. Екстремістів необхідно було роззброїти і вигнати з храму як з політичних, так і з релігійних міркувань. У червні 1984 року індійський уряд здійснив силову операцію «Блакитна зірка».
У військовому відношенні ця операція виявилася успішною: екстремістів вдалося вибити з храму. Але в очах громадськості вона зазнала невдачі. Один з біографів Індіри Ганді так описує реакцію місцевого населення на штурм «Золотого храму»: «Для більшості сикхів військова акція, в результаті якої приміщення храму сильно постраждало, супроводжувалася великою кількістю людських жертв. В перестрілці загинуло близько тисячі осіб, включаючи керівників терористів. Сикхи присягнулися помститися. Не проходило й дня, щоб вони не погрожували смертю прем'єр-міністру її сину і онукам». Індіра Ганді не сумнівалася, що її життя в небезпеці. Прем'єр-міністру не раз пропонували прибрати з особистої охорони всіх сикхів, але такий крок, імовірно, здавався главі уряду зайвим.
Беант Сингх служив в охороні прем'єр-міністра близько десяти років і супроводжував Індіру Ганді в декількох поїздках за кордон. Але вона не знала про те, що Беант Сингх мав тісні зв'язки з групою сикхських екстремістів — з тими, хто присягнувся помститися за осквернення «Золотого храму». Не дивно, що ця людина виявилася відмінною кандидатурою на роль вбивці Індіри Ганді. Релігійний фанатизм виявився сильнішим за особисту відданість: Беант Сингх знайшов співучасника в особі Сатванта Сингха, молодого поліцейського, нещодавно зарахованого до служби безпеки прем'єр-міністра.
Індіра Ганді розуміла, що її життю загрожує небезпека. 30 жовтня 1984 року, за день до загибелі, вона говорила: «Сьогодні я жива, а завтра, можливо, моє життя скінчиться… Але кожна крапля моєї крові належить Індії». На ранок 31 жовтня у прем'єр-міністра була запланована зустріч, на яку Індіра Ганді чекала з особливим задоволенням, — телеінтерв'ю з відомим англійським письменником, драматургом і актором Пітером Устіновим. Вона довго вибирала одяг, вибравши шафранову сукню, яка, на її думку, мала б ефектно виглядати на екрані й до якої не пасував куленепробивний жилет. Цей день став для неї фатальним.
Беант Сингх і Сатвант Сингх стояли на одному з постів, розташованих уздовж доріжки, що вела з резиденції прем'єр міністра до її офісу. Саме туди і прямувала у супроводі охорони Індіра Ганді. Підійшовши до охоронців-сикхів, вона привітно посміхнулася. Вихопивши пістолет, Беант Сингх тричі вистрілив в прем'єр-міністра. Одночасно Сатвант Сингх прошив тіло Індіри Ганді автоматною чергою. Вбивці були одразу ж схоплені охороною. Беанту Сингху не вдалося ухилитися від куль інших охоронців — одна виявилася смертельною. Другого вбивцю було поранено, але той вижив.
Індія відповіла на вбивство прем'єр-міністра вибухом обурення. По всій країні прокотилася хвиля стихійних виступів проти сикхських екстремістів, яка супроводжувалася насильством. Влада намагалися захистити невинних, але протягом подальших тижнів жертвами насильства стали сотні жителів Пенджабу.
У країні був оголошений 12-денний траур. Відповідно до останньої волі Індіри Ганді, її тіло було кремовано, а прах розвіяно над Гімалаями та схилами Гіндукушу.
Пости прем'єр-міністра і лідера Конгресу зайняв Раджив Ганді. Уряд так і не дізнався, хто віддав наказ убити Індіру Ганді. Багато хто дотепер упевнений в тому, що це справа рук двох фанатиків-одинаків.

### Політична спадщина
В історію своєї країни Індіра Ганді увійшла не тільки як єдина жінка, що очолювала протягом декількох років уряд Індії. Розумна й енергійна державна діячка, вона багато зробила для зміцнення міжнародного авторитету держави, що стала одним з лідерів Руху неприєднання до військових блоків.

## Відзнаки
- Почесна громадянка м. Києва (1982).
- Почесний доктор Київського університету (25.09.1982 р.)
- Почесний доктор Карлового університету в Празі
- Почесний професор МДУ ім. М. В. Ломоносова (1971)
- Міжнародна Ленінська премія «За зміцнення миру між народами» (1985, посмертно).

## Пам'ять
Міжнародний аеропорт Нью-Делі названо на її честь Міжнародним аеропортом Індіри Ганді.
Національний відкритий університет Індіри Ганді, найбільший університет у світі, також названий на її честь.
У 1985 році Індійський національний конгрес заснував щорічну премію Індіри Ганді за національну інтеграцію, яка вручається в пам'ять про неї в річницю її смерті.
Меморіальний фонд Індіри Ганді також заснував щорічну премію Індіри Ганді.
У місті Кривий Ріг існує вулиця Індіри Ганді.